# Ripipteryx saltator
Ripipteryx saltator är en insektsart som beskrevs av Henri Saussure 1896. Ripipteryx saltator ingår i släktet Ripipteryx och familjen Ripipterygidae. Inga underarter finns listade i Catalogue of Life.

## Bildgalleri

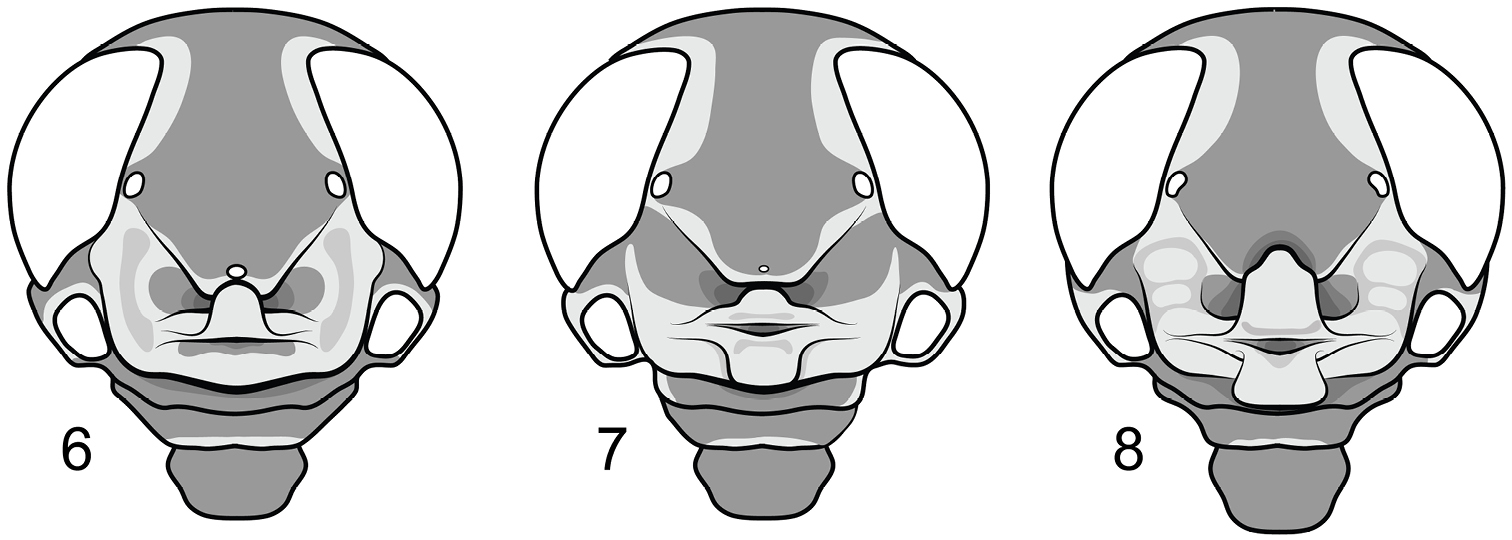